# 马塞尔·希舍尔

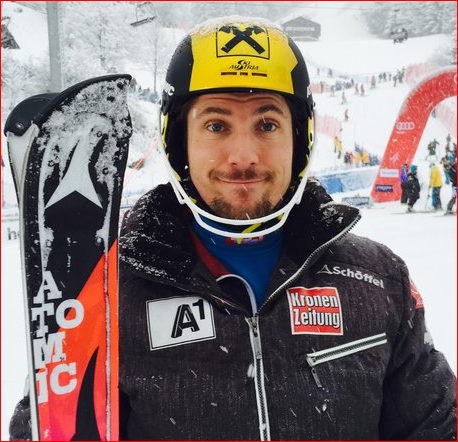
马塞尔·希舍尔

马塞尔·希舍尔（德語：Marcel Hirscher，1989年3月2日—），奥地利男子高山滑雪运动员。他曾代表奥地利参加2010年、2014年和2018年冬季奥林匹克运动会高山滑雪比赛，获得二枚金牌和一枚银牌。